# رالی نیوزیلند ۲۰۲۲
رالی نیوزیلند ۲۰۲۲ (همچنین با عنوان رالی رپکو نیوزیلند 2022 شناخته می شود) یک رویداد اتومبیل رانی برای خودروهای رالی بود که طی چهار روز بین 29 سپتامبر و 2 اکتبر 2022 برگزار شد.  این چهل و پنجمین دوره مسابقات رالی نیوزیلند بود. این رویداد یازدهمین دور از رالی قهرمانی جهان ۲۰۲۲ ، مسابقات قهرمانی رالی جهان ۲ و مسابقات قهرمانی رالی جهان ۳ نیز بود. این رویداد  در اوکلند جزیره شمالی ددر هفده مرحله ویژه با مسافت ۲۷۹٫۸۰ کیلومتر (۱۷۳٫۸۶ مایل) مسابقه ای برگزارشد.